# لطیف صفاروف
لطیف صفاروف (ترکی آذربایجانی: Lətif Səfərov; ۳۰ سپتامبر ۱۹۲۰ – ۱۲ دسامبر ۱۹۶۳) کارگردان فیلم و بازیگر اهل اتحاد جماهیر شوروی سوسیالیستی (جمهوری آذربایجان کنونی) بود.

## فیلم‌ها

### بازیگر
- دختر گیلان، ۱۹۲۸.

## جوایز
وی برندهٔ جایزهٔ نشان برجسته افتخار شده بود.